# Miren
Miren este o localitate din comuna Miren - Kostanjevica, Slovenia, cu o populație de 1.498 de locuitori.